# St. Mariä Himmelfahrt (Höfen)

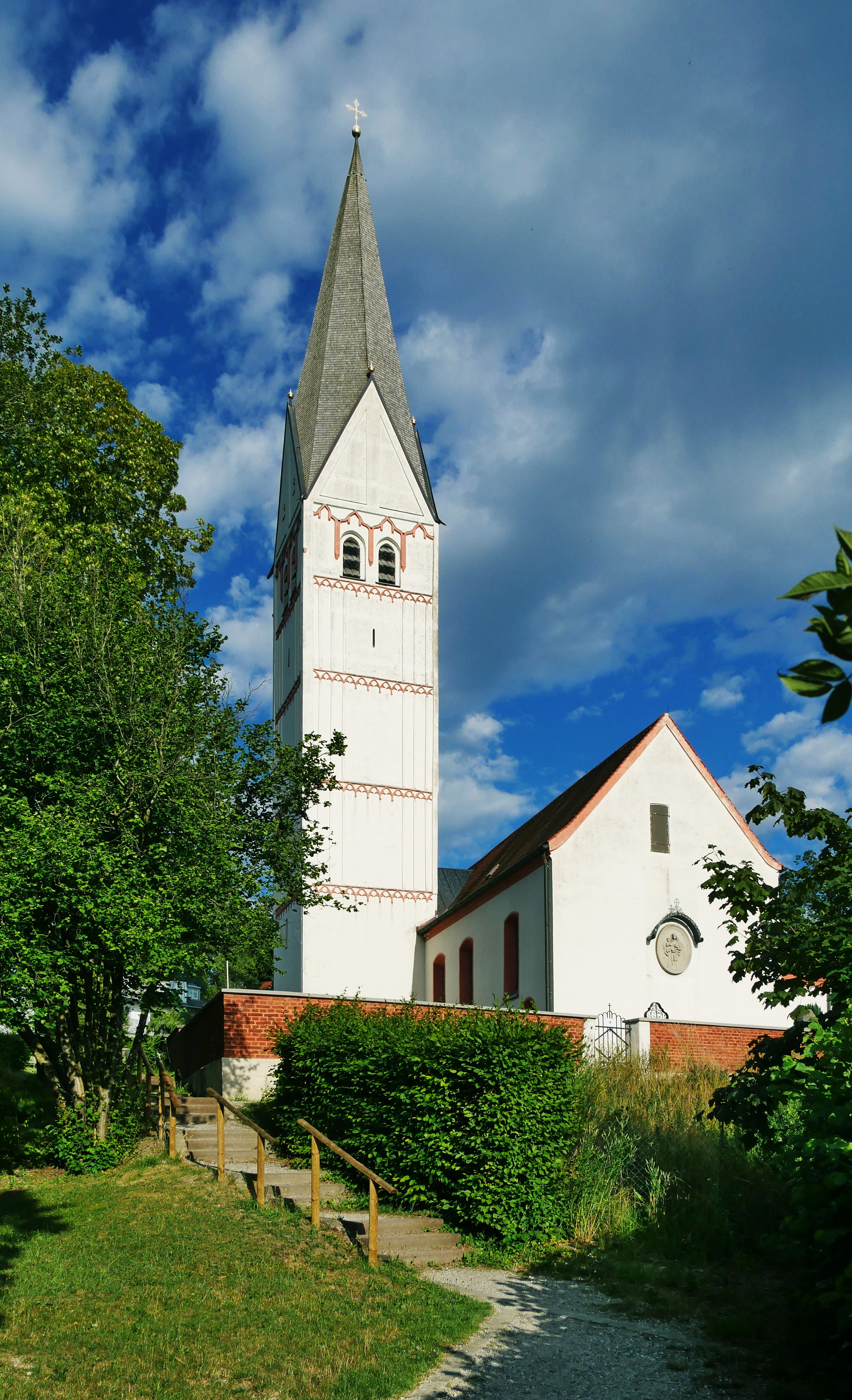
St. Mariä Himmelfahrt in Höfen

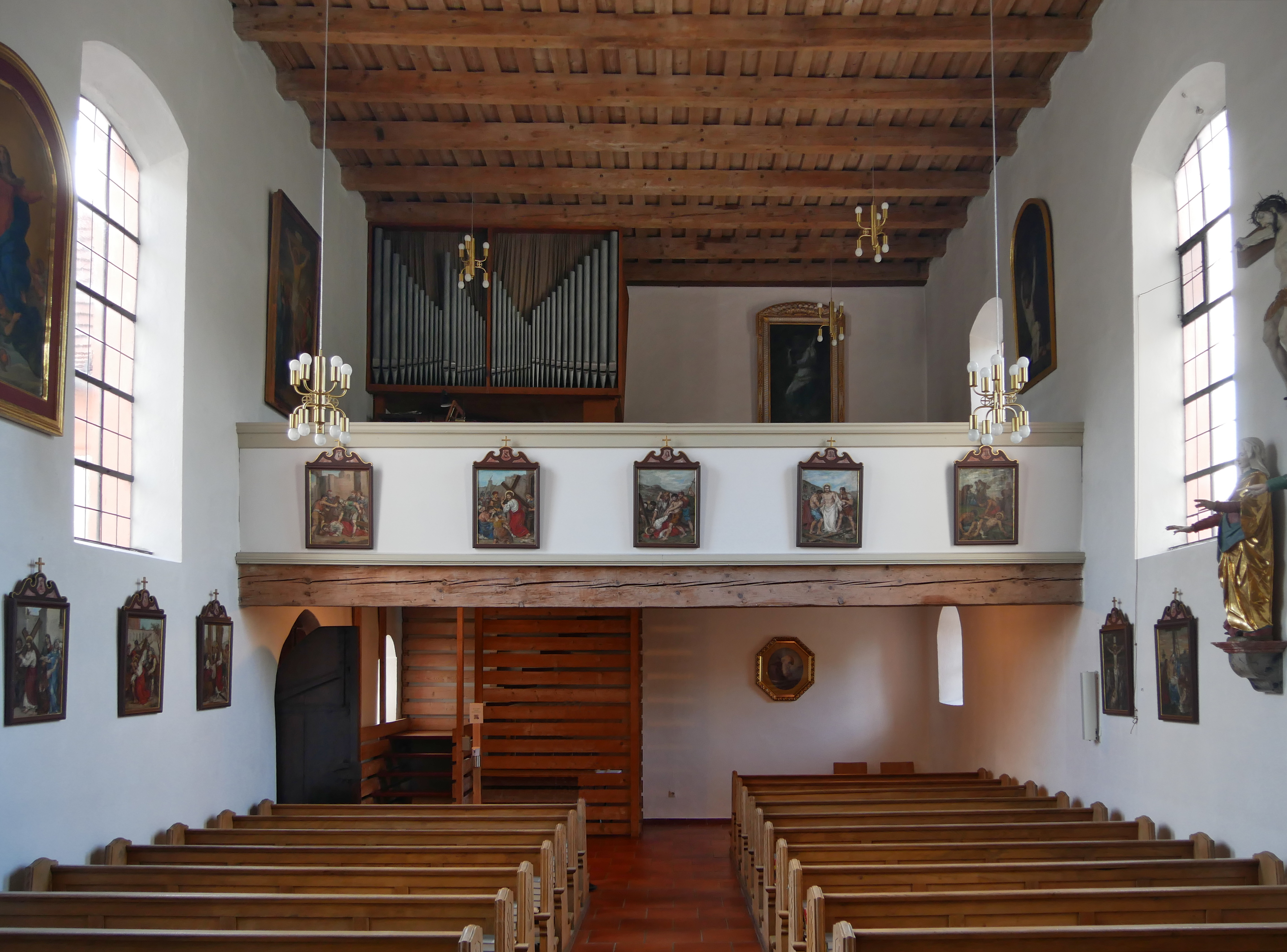
Orgelempore

Die römisch-katholische Pfarrkirche St. Mariä Himmelfahrt steht in Höfen, einem Gemeindeteil von Grafrath im oberbayerischen Landkreis Fürstenfeldbruck. Das Bauwerk ist in der Liste der Baudenkmäler in Grafrath als Baudenkmal unter der Nr. D-1-79-125-3 eingetragen. Das Patrozinium der Kirche wird am 15. August (Mariä Himmelfahrt) gefeiert. Die Kirche gehört zum Pfarrverband Grafrath-Schöngeising im Dekanat Fürstenfeldbruck des Erzbistums München und Freising.

## Beschreibung
Die gotische Saalkirche wurde um 1400 erbaut und um 1700 barock umgestaltet. Sie besteht aus dem Langhaus, dem eingezogenen, dreiseitig geschlossenen Chor im Osten, der Sakristei an der Südwand und dem gotischen Chorflankenturm an der Nordwand des Chors. An der Südwand des Langhauses befindet sich ein Vorzeichen mit dem Portal. Das oberste Geschoss des Kirchturms enthält hinter den als Biforien gestalteten Klangarkaden den Glockenstuhl. Über den vier Giebeln erhebt sich ein spitzer achtseitiger Helm.
Der Innenraum ist mit einer Holzbalkendecke überspannt. Auf der Empore im Westen, an deren Brüstung fünf Bilder des Kreuzwegs hängen, steht die 1940 von Leopold Nenninger gebaute Orgel mit zehn Registern.